# Saillon
Saillon je obec v západní (frankofonní) části Švýcarska, v kantonu Valais. Žije zde přibližně 2 600 obyvatel.

## Geografie

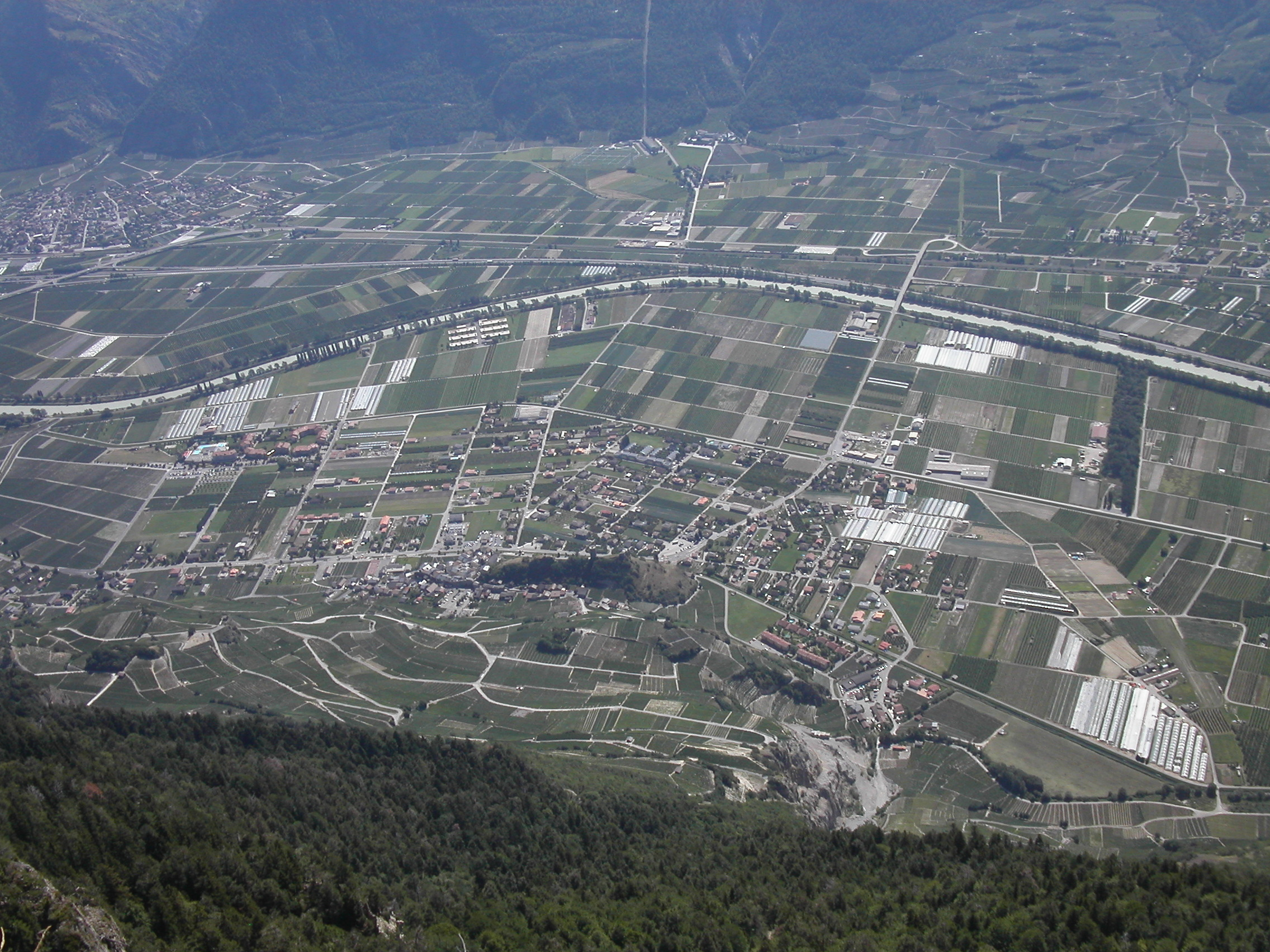
Saillon a okolí

Saillon leží na severní straně údolí Rhôny mezi městy Sion a Martigny. Je tvořena vlastní obcí Saillon a exklávou Euloi. Středověké centrum města je mírně vyvýšené na východním výběžku hradního kopce. Většina moderní části obce leží v rovině údolí Rhôny. Sousedními obcemi Saillonu jsou Leytron na severovýchodě, Fully na západě, Saxon na jihu a Riddes na jihovýchodě.
Rozloha obce je 13,7 km², z toho 5,17 km² (37,6 %) je k zemědělským účelům a 2,81 km² (20,5 %) je zalesněno. Ze zemědělské půdy se 6,2 % se používá pro pěstování plodin, 24,2 % je sadů a vinic a 7,0 % horských pastvin. V obci jsou termální lázně.

## Historie

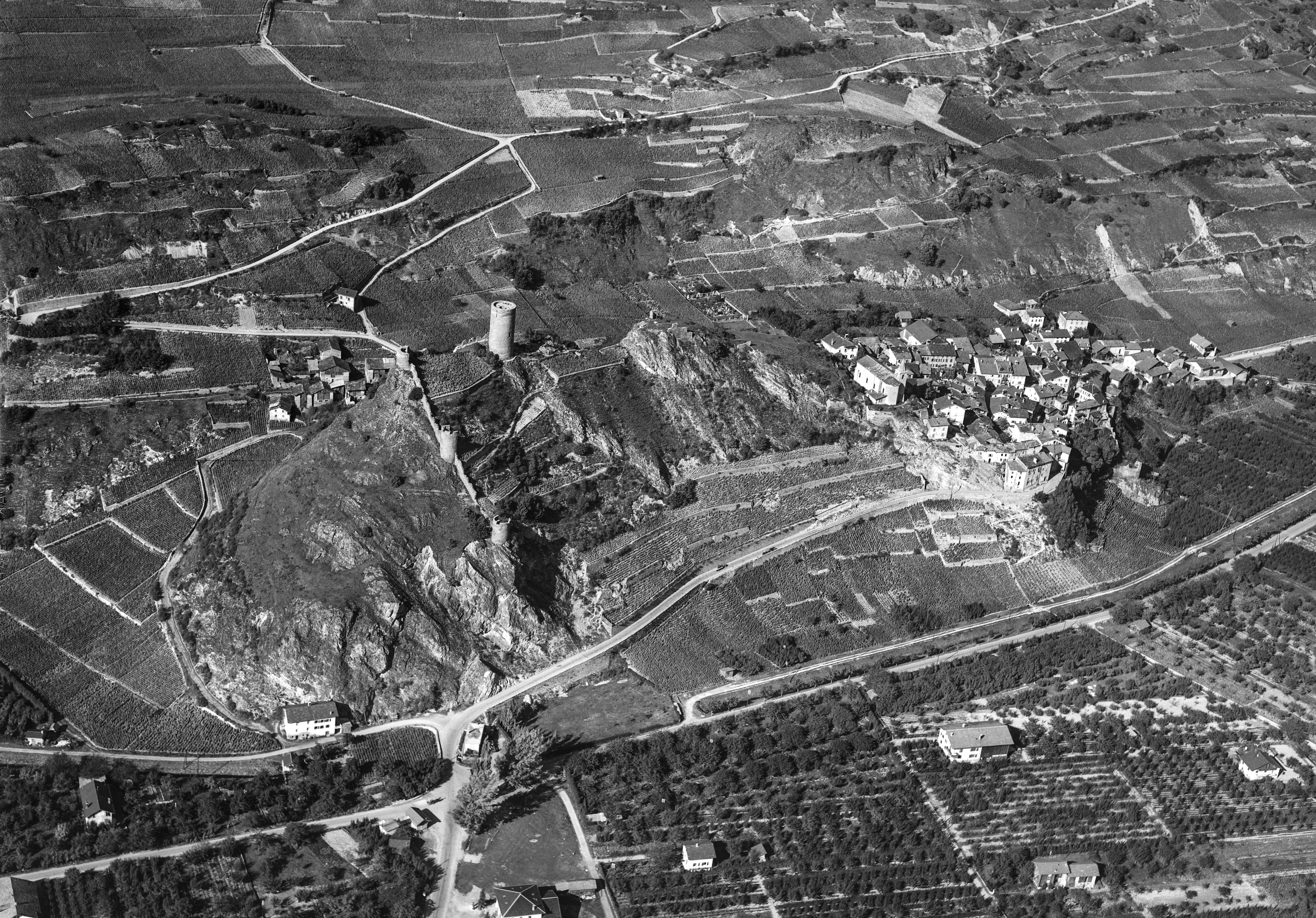
Letecký pohled (1955)

Nálezy nástrojů a hrobů dokazují, že Saillon byl osídlen již v době kamenné a bronzové. U řeky Salentse byly nalezeny také pozůstatky římské vily z 2. století. Na stejném místě byly objeveny první stopy křesťanství v Saillonu. Základy této pohřební kaple jsou dosud patrné v kapli svatého Vavřince.
První zmínka o Saillonu a jeho hradu pochází z roku 1052 jako castellum Psallionis. Dříve byl Saillon znám pod německým názvem Schellon, který však již není používán. Hrad přešel do vlastnictví Savojských, kteří od roku 1257 zpevňovali pevnostní hradby a do kurtiny zabudovali Bayardovu věž. Hrad byl zničen v roce 1475, ale Bayardova věž a velké části opevnění se zachovaly.
Moderní obec Saillon vznikla v roce 1798. Původně k ní patřil i Leytron, který byl oddělen v roce 1819. Od roku 1864 byla Rona u Saillonu přehrazena a od roku 1917 byly budovány kanály a odvodňovány bažiny. To mělo za následek kolonizaci Rhônské nížiny a nárůst počtu obyvatel. Termální lázně byly otevřeny v roce 1976. V roce 1980 následovalo dálniční spojení, které vedlo k dalšímu nárůstu počtu obyvatel.

## Obyvatelstvo
| Rok            | 1792 | 1850 | 1900 | 1950 | 2000 | 2010 | 2012 | 2014 | 2016 | 2020 |
| Počet obyvatel | 136  | 208  | 422  | 788  | 1519 | 2136 | 2327 | 2459 | 2541 | 2818 |

Asi 20 % obyvatel jsou cizinci, 90 % obyvatel mluví francouzsky.

## Pamětihodnosti

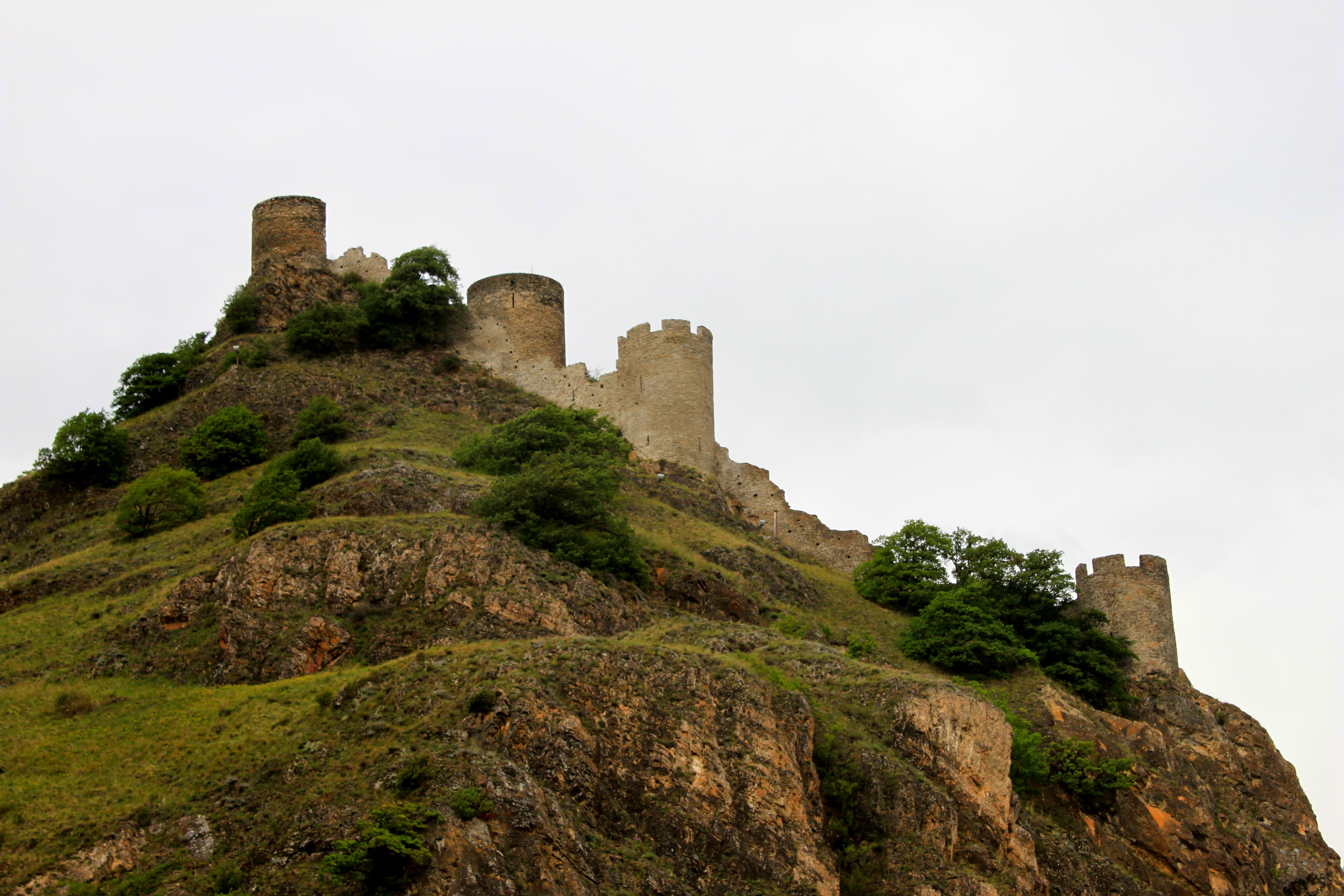
Věž Tour Bayard

Celá obec Saillon je součástí seznamu švýcarských národních kulturních památek. Historické městečko se postupně rozrostlo do okolí. Součástí města jsou dnes také termální lázně s vnitřními a venkovními bazény i saunovým centrem. V Saillon je muzeum padělatelství, které je vzpomínkou na pašeráka a padělatele Josepha-Samuela Farineta, který padělal mince v hodnotě 20 rappů, proslul jako lidumil a roku 1880 za záhadných okolností zemřel v soutěsce Salentze nedaleko Saillonu. V roce 1980 byla na jeho památku založena nejmenší vinice na světě, která má na délku 1 metr a 67 centimetrů a od roku 2000 patří dalajlámovi. Přes soutěsku Salentze mezi Saillon a Les Places byla vybudována po Farinetovi pojmenovaná zavěšená lávka pro pěší. Hrad Saillon byl založen ve 12. století a patřil biskupství v Sionu, zachoval se dominantní čtyřpatrový donjon (věž Bayart).

## Doprava
Obec nemá železniční stanici. Saillon však leží na trase autobusové linky Sion–Martigny a je spojen s těmito dvěma významnými centry.
Saillon má dobrý přístup na dálnici A9 přes exit 24 Riddes. Obec leží na hlavní silnici 71, která vede z Ardonu do Martigny a spojuje obec se sousedními obcemi Leytron a Fully.

## Galerie

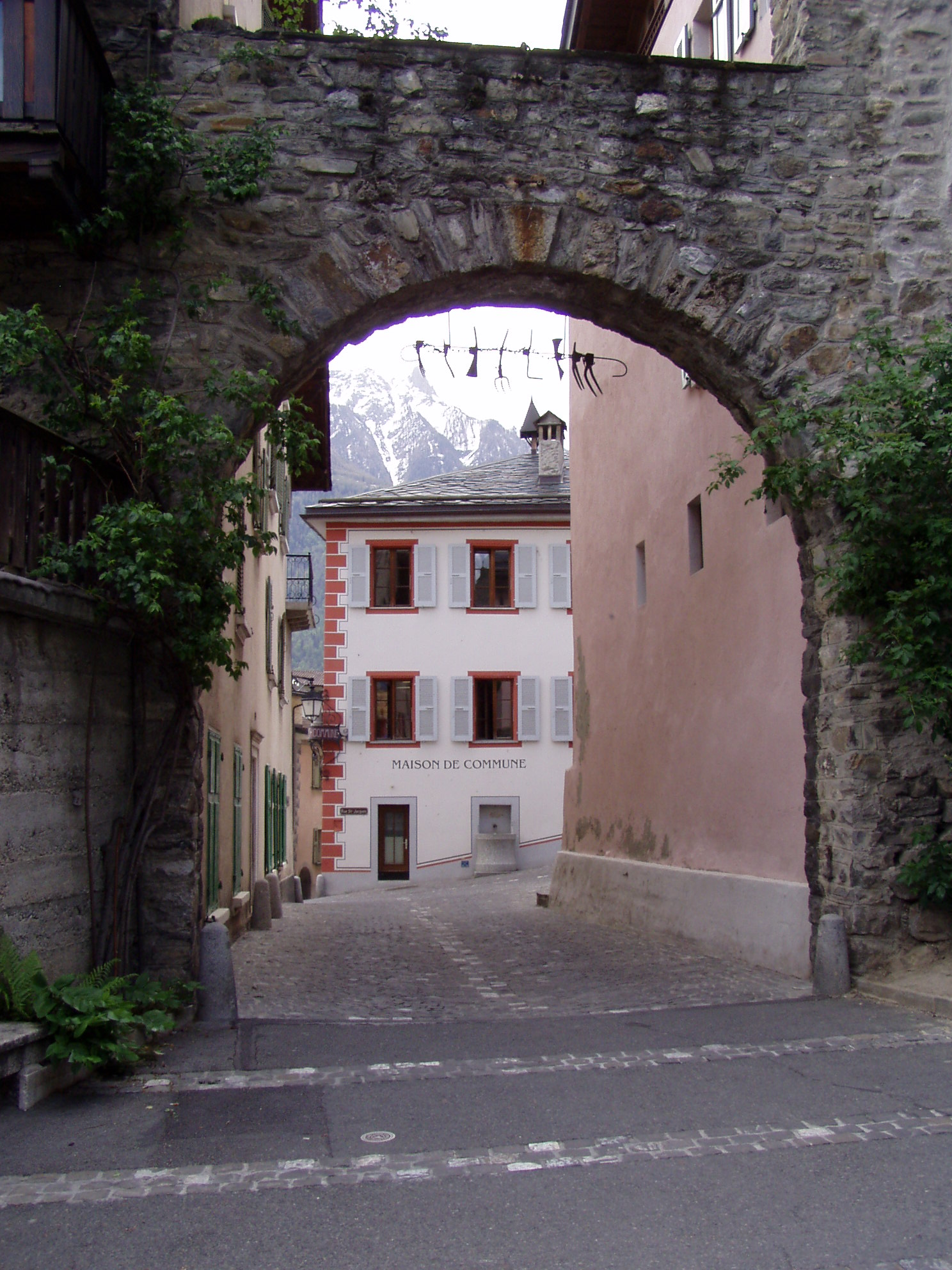
Brána a radnice
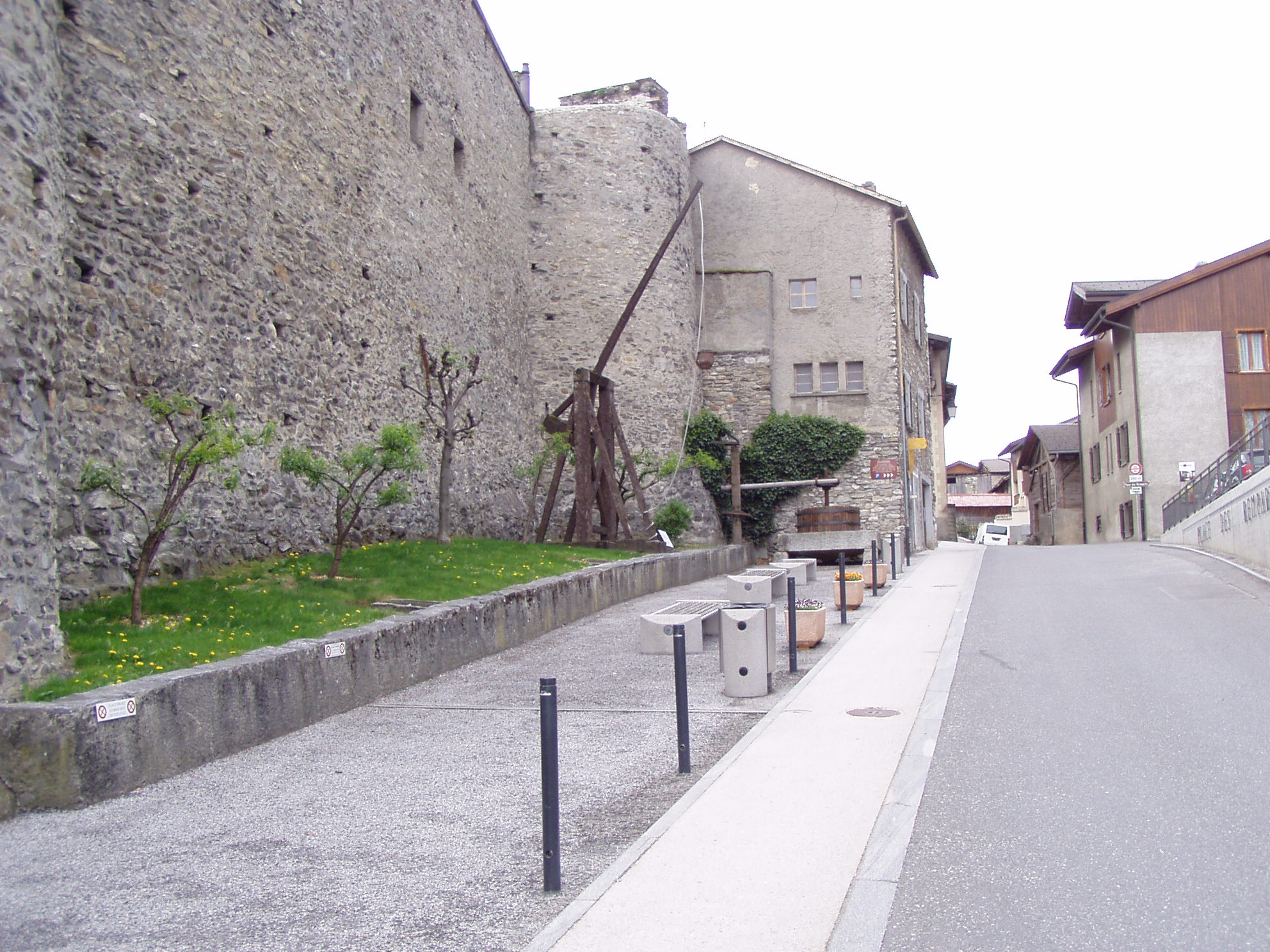
Opevnění a katapult
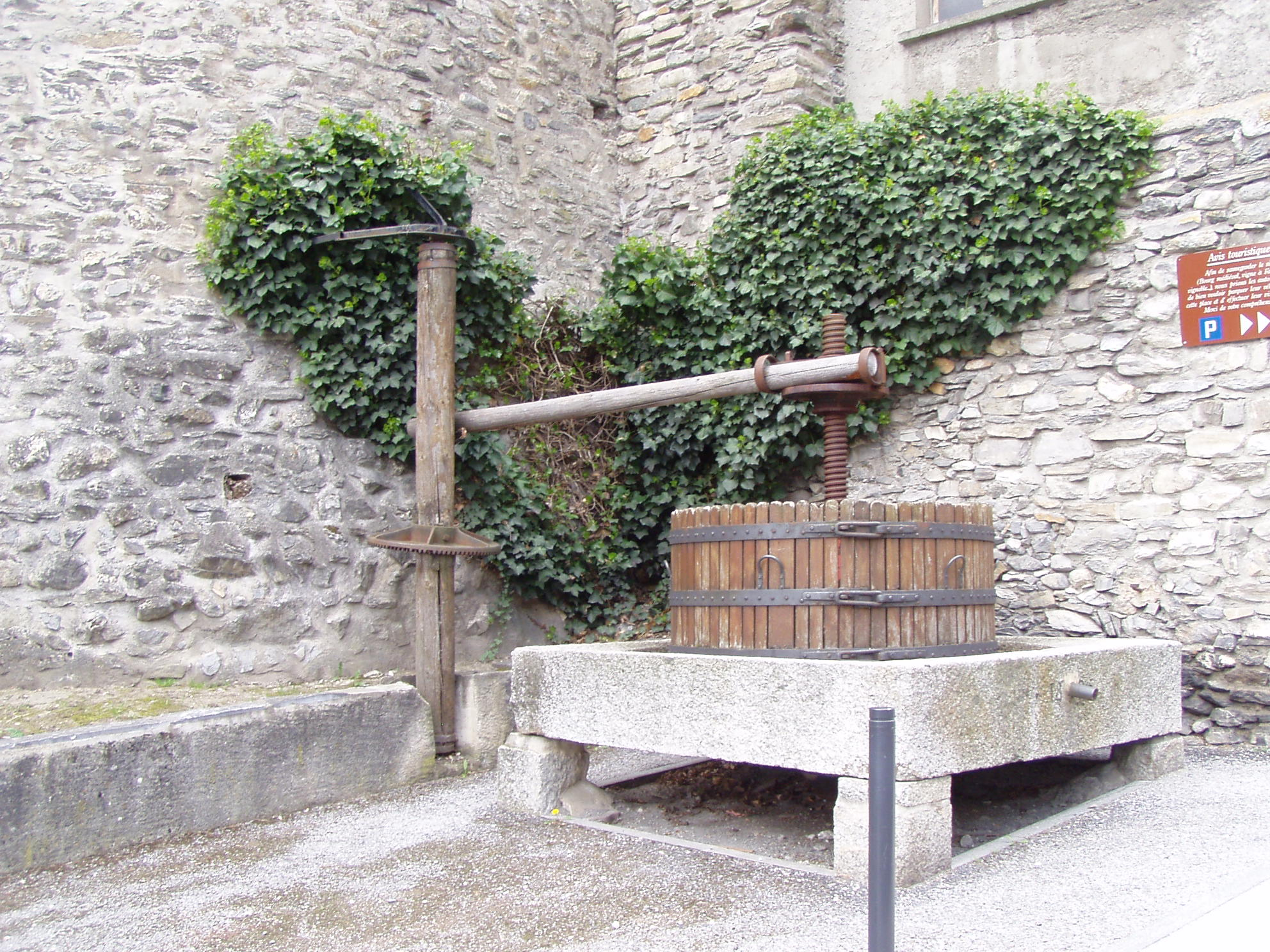
Lis na víno
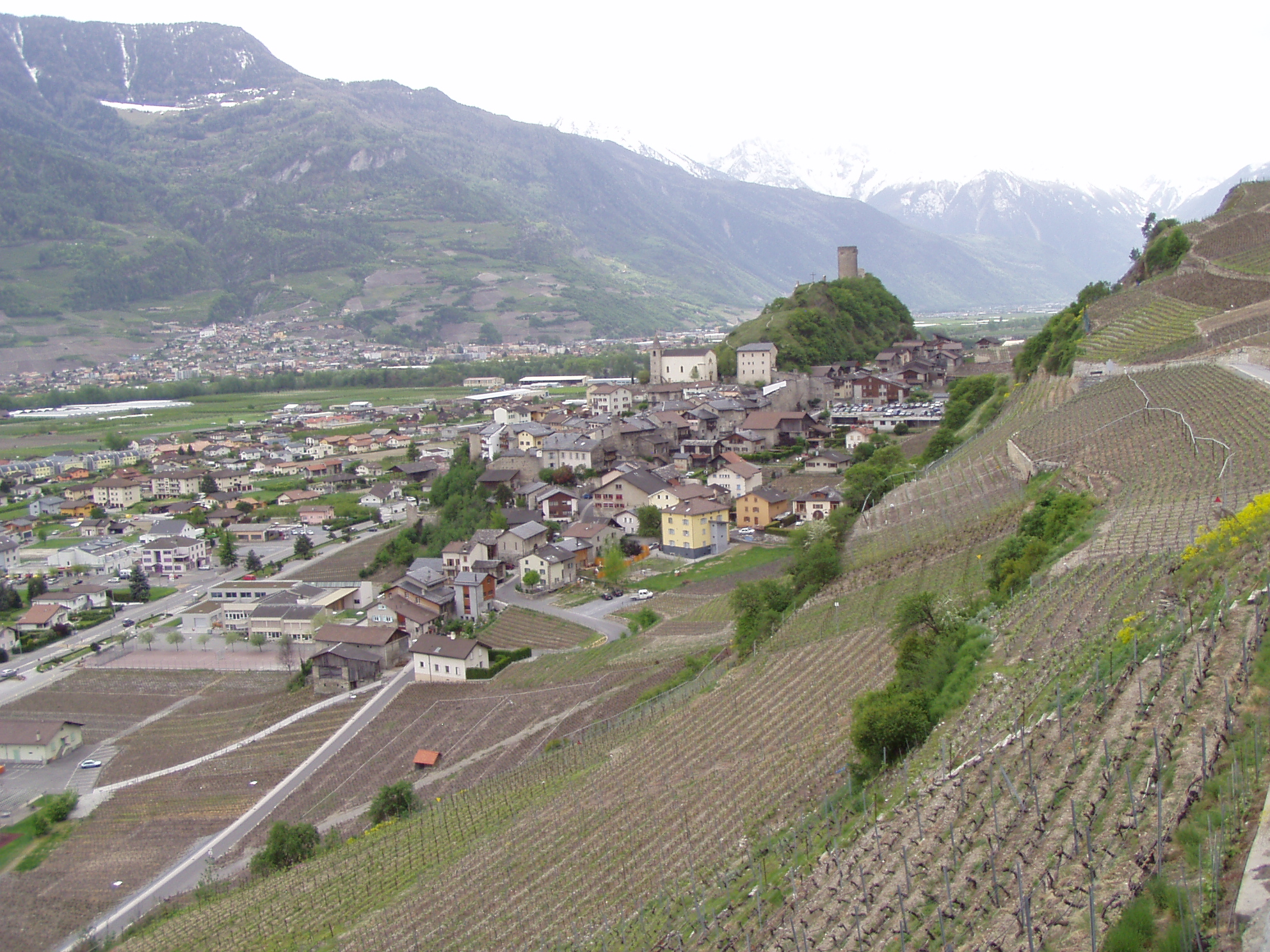
Saillon
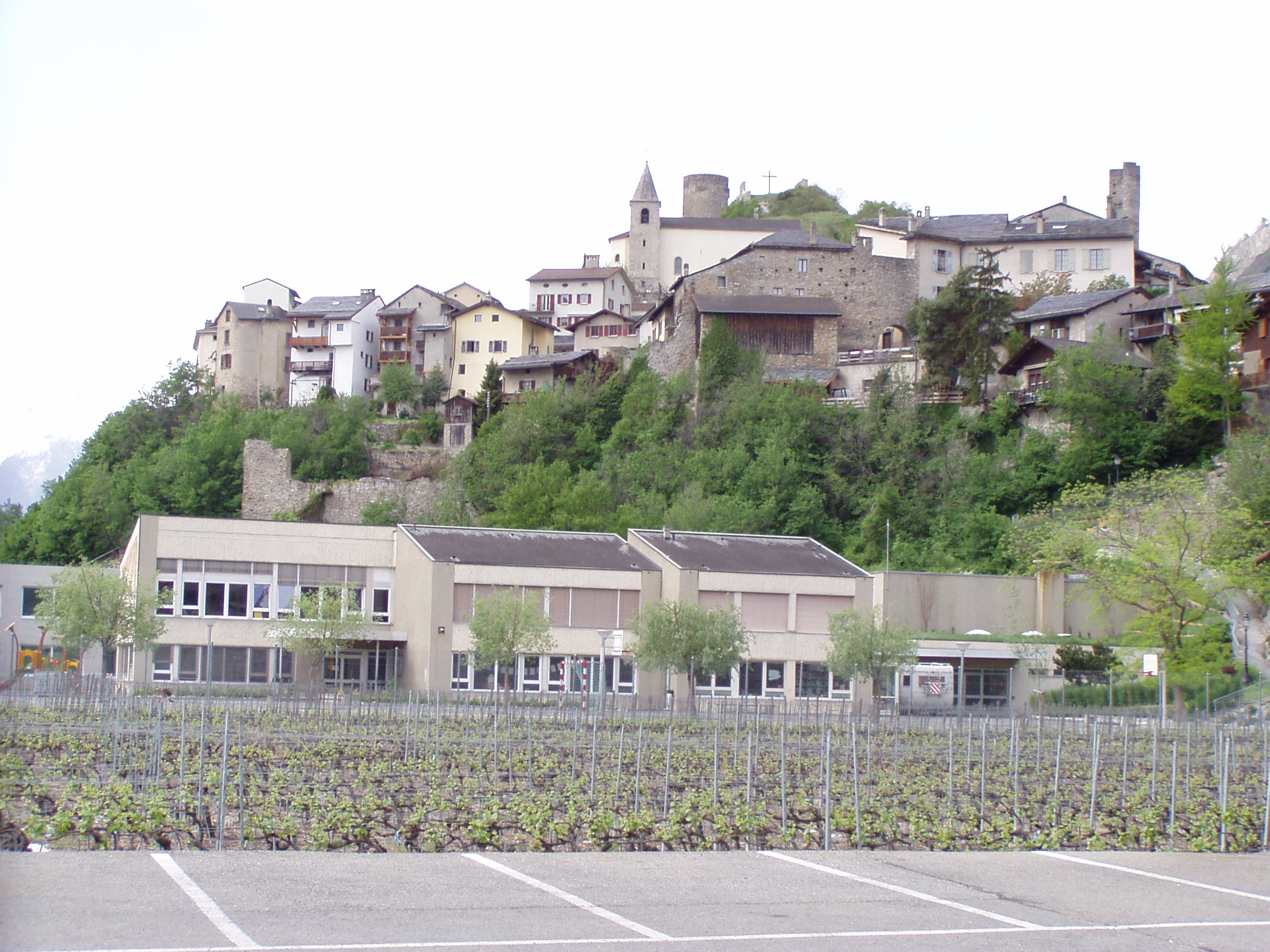
Saillon
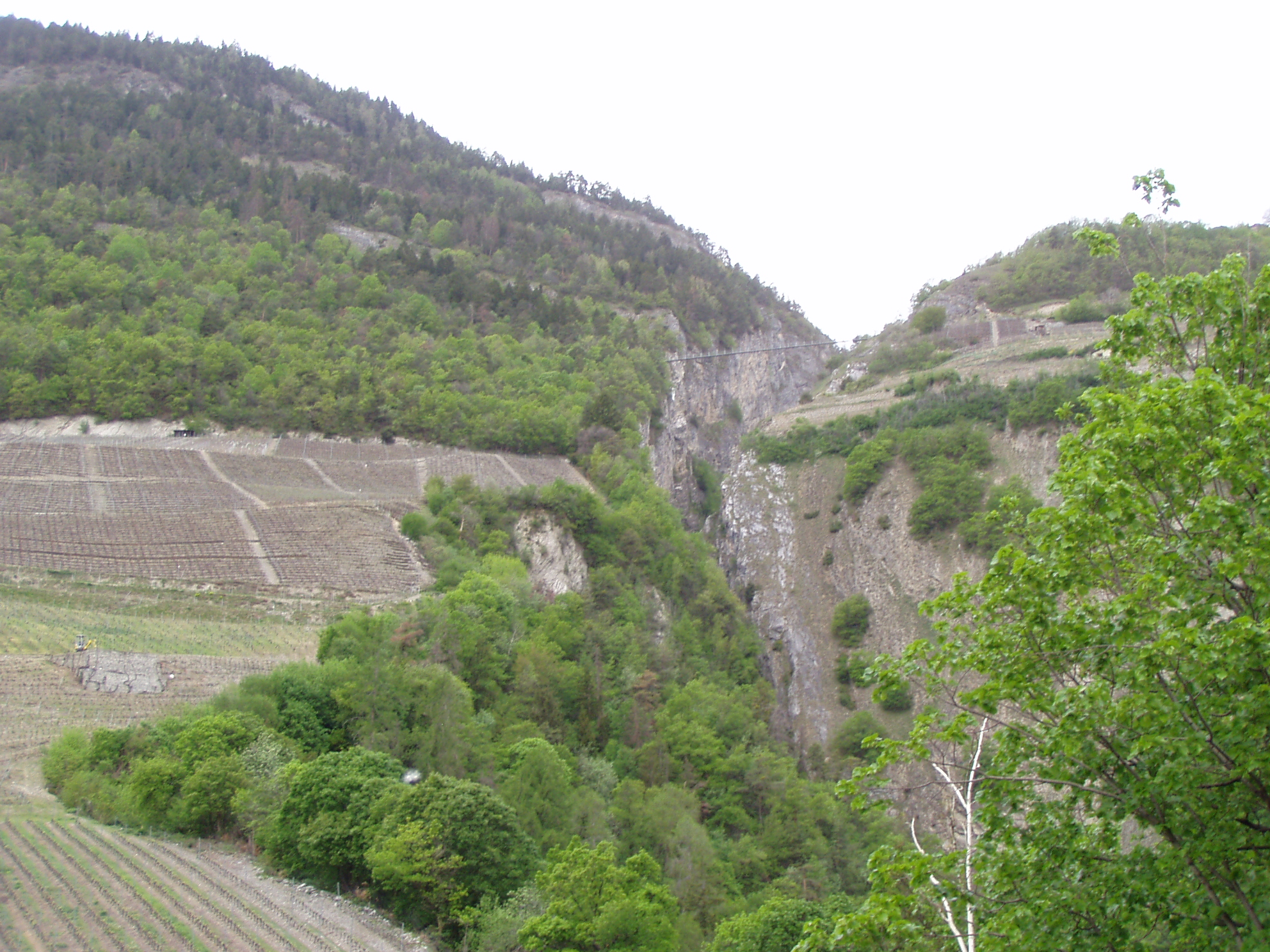
Lávka pro pěší Farinet

## Osobnosti
- Gustave Courbet - francouzský malíř
- Joseph-Samuel Farinet - padělatel a lidumil

## Partnerská města
- Barbentane, Francie